# Kostel svatého Jakuba Většího (Červený Kostelec)
Kostel sv. Jakuba Většího v Červeném Kostelci je římskokatolický farní kostel postavený v barokním slohu. Nachází se na náměstí ve středu města Červený Kostelec, jehož je dominantou. Je chráněn jako kulturní památka České republiky.

## První písemná zpráva okostele a Červeném Kostelci
Existenci kostela v Červeném Kostelci dokládá poprvé konfirmační kniha pražské diecéze. V českém překladu zní:
„Se souhlasem Mikuláše, řečeného Pískle, rytíře z Rotenburku, patrona kostela v Kostelci, a Nýče, rytíře ze Starých Buků, patrona kostela ve Starých Bukách, dochází ke vzájemné výměně plebána Hrzka ze Starých Buků a plebána Heřmana, plebána v Kostelci.“
Tento text je datován na 22. srpna 1362 a je zároveň první zmínkou o existenci Červeného Kostelce.

## Historie kostela

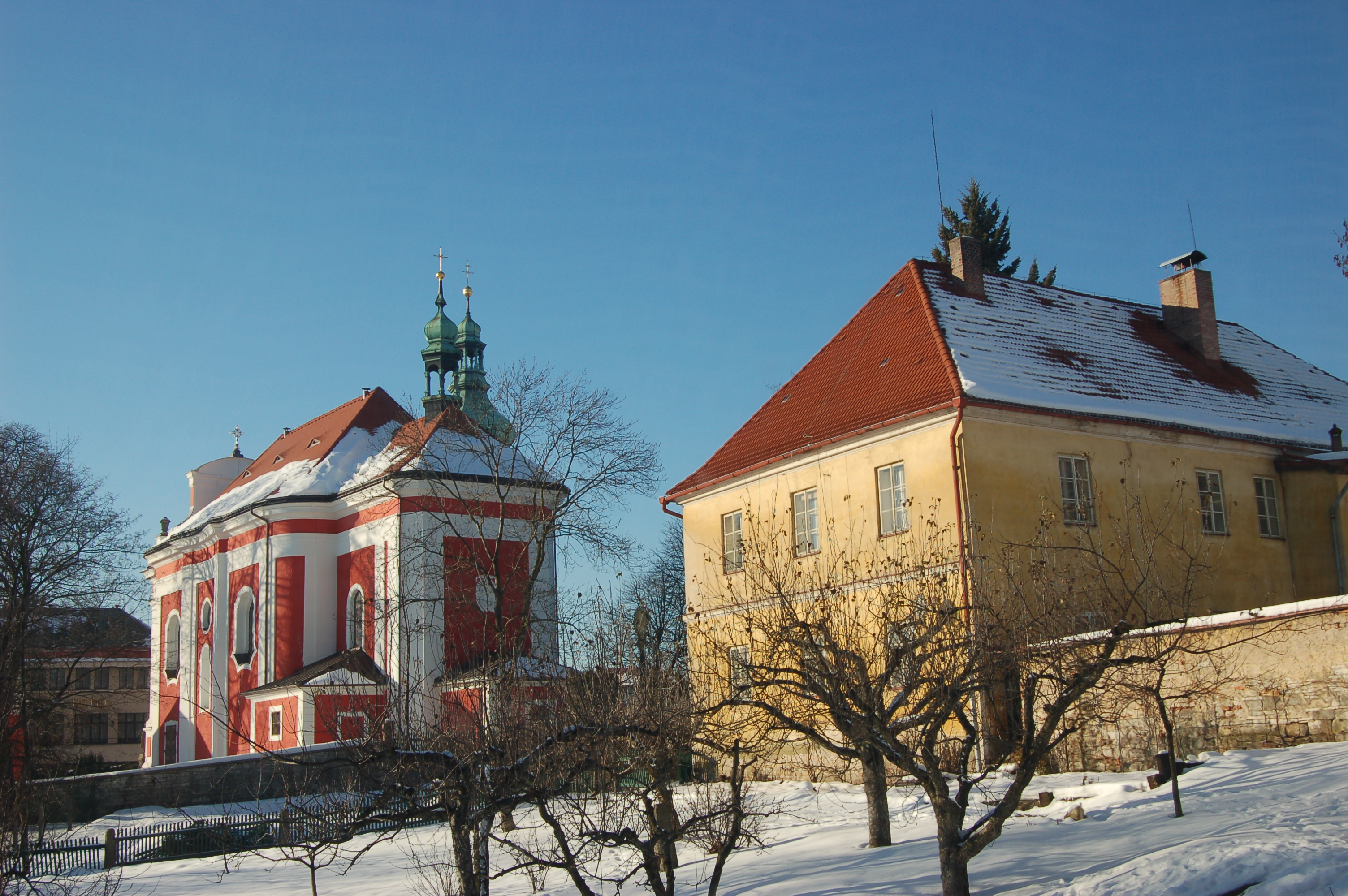
Zimní pohled na kostel sv. Jakuba Většího v Červeném Kostelci z farní zahrady

Kostel sv. Jakuba Většího, původně gotická stavba ze 14. století, je připomínán jako farní již roku 1362. V 17. století patřil přechodně k Náchodu, po roce 1709 byl opět farní. Roku 1591 byl zničen při požáru městečka, obnoven byl až roku 1668. V letech 1744 až 1754 ho patrně v úzké spolupráci s Kiliánem Ignácem Dientzenhoferem přestavěl na náklad Octavia Piccolominiho v barokním slohu královéhradecký stavitel František Kermer (1710 – 86).
Kostel byl vystavěn proti původnímu plánu s kratší lodí. Kostel je jednolodní s bohatě zdobeným průčelím se sochou sv. Jakuba Většího ve vysokém štítu nad tympanonem. Nároží stavby jsou až na průčelí zaoblená. K hlavnímu vchodu v průčelí vede široké kamenné schodiště se dvěma pískovcovými plastikami, sv. Václavem (1929) a sv. Ludmilou (1933). Obě plastiky jsou dílem červenokosteleckého řezbáře a sochaře Břetislava Kafky.
Dientzenhofer měl v úmyslu zdůraznit bohatě zdobené průčelí kostela dvěma vysokými barokními věžemi postavenými mimo kostelní budovu. K oběma věžím byly položeny základy, ale dostavěna byla pouze jedna. Vysoká samostatná věž slouží jako zvonice. Při požáru Kostelce v roce 1831 byla věž značně poškozena, proto byla snížena a provizorně zastřešena jednoduchou stanovou střechou.
Teprve v letech 1939–1940 byla věž dostavěna do původní výše a stanová střecha nahrazena podle návrhu stavitele Josefa Vejra a Ing. arch. Aleše Pitřince cibulovitou pseudobarokní bání. Věžní hodiny sestrojil roku 1838 kostelecký tkadlec Antonín Kaválek. V roce 1940 byly na všech čtyřech stranách věže obnoveny ciferníky. Další generální opravu hodin provedl v roce 1972 mistr Josef Středa a byly při ní pozlaceny hliníkové číslice ciferníku a měděné závaží hodinového stroje. Dnešní elektrický hodinový stroj je v pořadí již šestý a na věž ho v roce 1988 vsadil Okresní průmyslový podnik ve Vyškově. Do požáru v roce 1831[zdroj?] v ní viselo pět zvonů. Po požáru zůstal nepoškozený jediný zvon odlitý pražským zvonařem Karlem Bellmanem[zdroj?] roku 1591. Druhý, značně poškozený zvon z roku 1622 byl roku 1894 přelit zvonařem A. Děpoldem z Prahy. Třetí zvon byl odlit roku 1904 mistrem V. K. Červeným. Za první světové války byly zvony sňaty a odevzdány pro vojenské účely. Také na počátku druhé světové války byly všechny tři nové zvony – Ivan, Jakub a Jan – odvezeny a zrekvírovány. Současné zvony, odlité podle dochovaných forem v Kovolisu v České u Brna, byly na věž osazeny 7. března 1959 za působení duchovního správce Aloise Vorala.
Druhá plánovaná samostatná věž zůstala nedostavěna a jsou v ní uloženy kosti z původního hřbitova u kostela, na který se přestalo pohřbívat roku 1821, ale hroby a pomníky byly rušeny postupně řadu let. Vnitřní výzdoba kostela není důsledně barokní. Pseudorenesanční hlavní oltář je z roku 1906, portálové sochařské oltáře sv. Jana Nepomuckého a Panny Marie jsou v barokním stylu, kazatelna (kolem roku 1760) má rokajovou výzdobu, křížová cesta je z roku 1905. Z vnitřního vybavení je nejcennější cínová křtitelnice z roku 1555.

## Duchovní správcové
- 1935–1948 R.D. Jaroslav Žďárek (12.2. 1873, + 6.11. 1948) (děkan)
- 1948–1949 R.D. Josef Blahník (16.12. 1918, + 23.11. 1989) (administrátor)
- 1950–1959 R.D. Alois Voral (21.12. 1912, + 5.8. 1985) (administrátor)
- 1960–1961 R.D. Vítězslav Waltr (* 1919, + 1975) (administrátor)
- 1961–1964 R.D. František Bureš (* 11.11. 1921, + 17.7. 2015) (administrátor)
- 1964–1965 R.D. Alois Faistl (* 14.7. 1910, + 16.9. 1991) (administrátor)
- 1965–1966 R.D. Jaroslav Cvrček (* 2.12. 1920, + 28.5. 1982) (administrátor)
- 1966–1990 R.D. Josef Měšťan (* 22.9. 1938, + 1.8. 2000) (administrátor)
- 1990–1993 R.D. Mons. Mgr. Pavel Rousek (* 27.8. 1953) (administrátor)
- 1993–2000 R.D. Mons. Marian Lewicki (* 15.8. 1957, + 18. srpna 2018[4]) (administrátor)
- 2000–2019 R.D. Mgr. Petr Kubant (* 9.7. 1966) (farář)
- 2019–současnost R.D. Mgr. Miloslav Brhel (farář)

## Okolí kostela
Před kostelem stojí empírové sousoší Kalvárie z roku 1824 a pseudokorintský sloup z roku 1724 se zlacenou barokní sochou Panny Marie na zeměkouli s hadem, který je dílem sochaře z okruhu bratří Pacáků, a který až do roku 1960 stával uprostřed náměstí.

## Bohoslužby
Bohoslužby se konají denně.

## Galerie

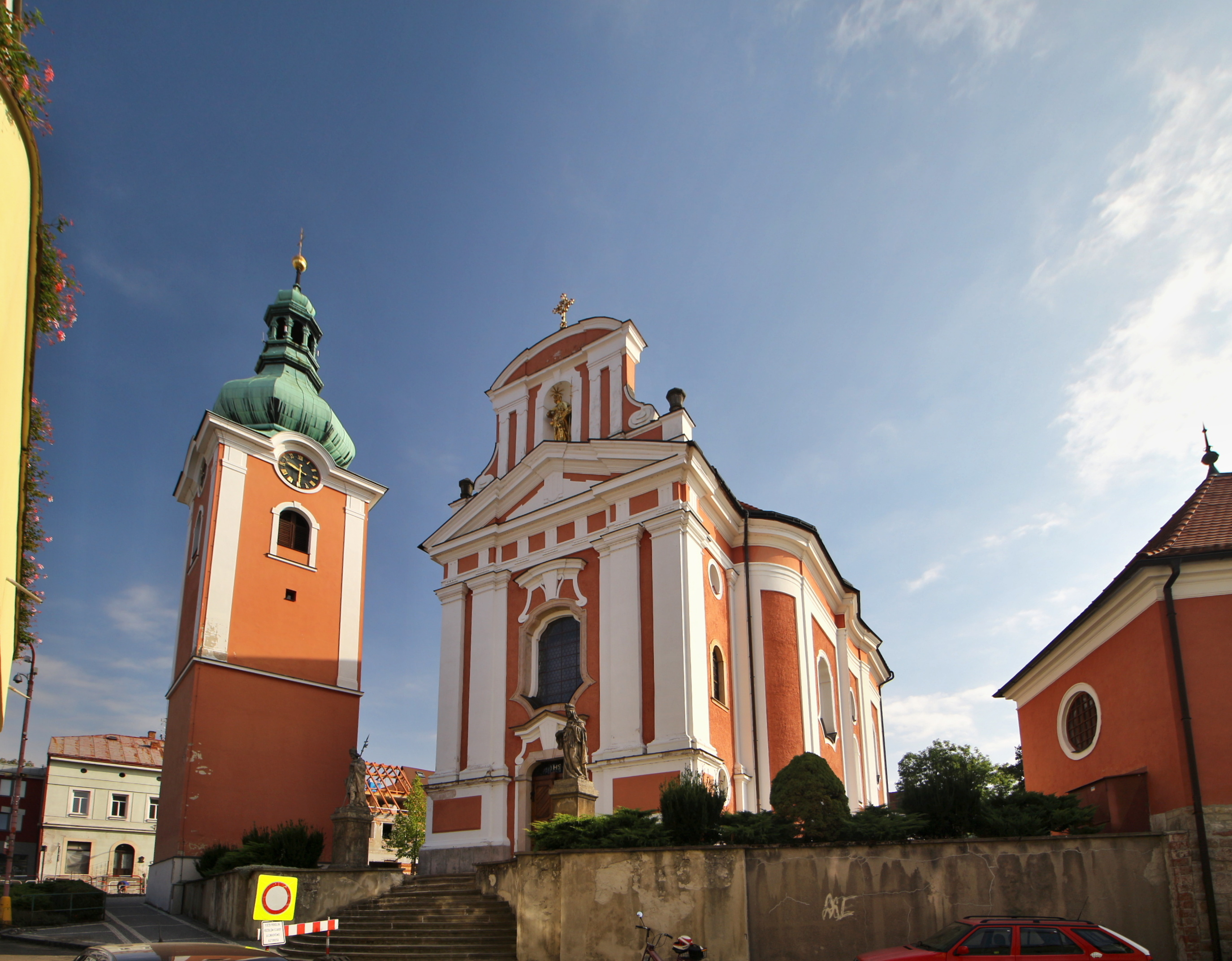
Kostel sv. Jakuba
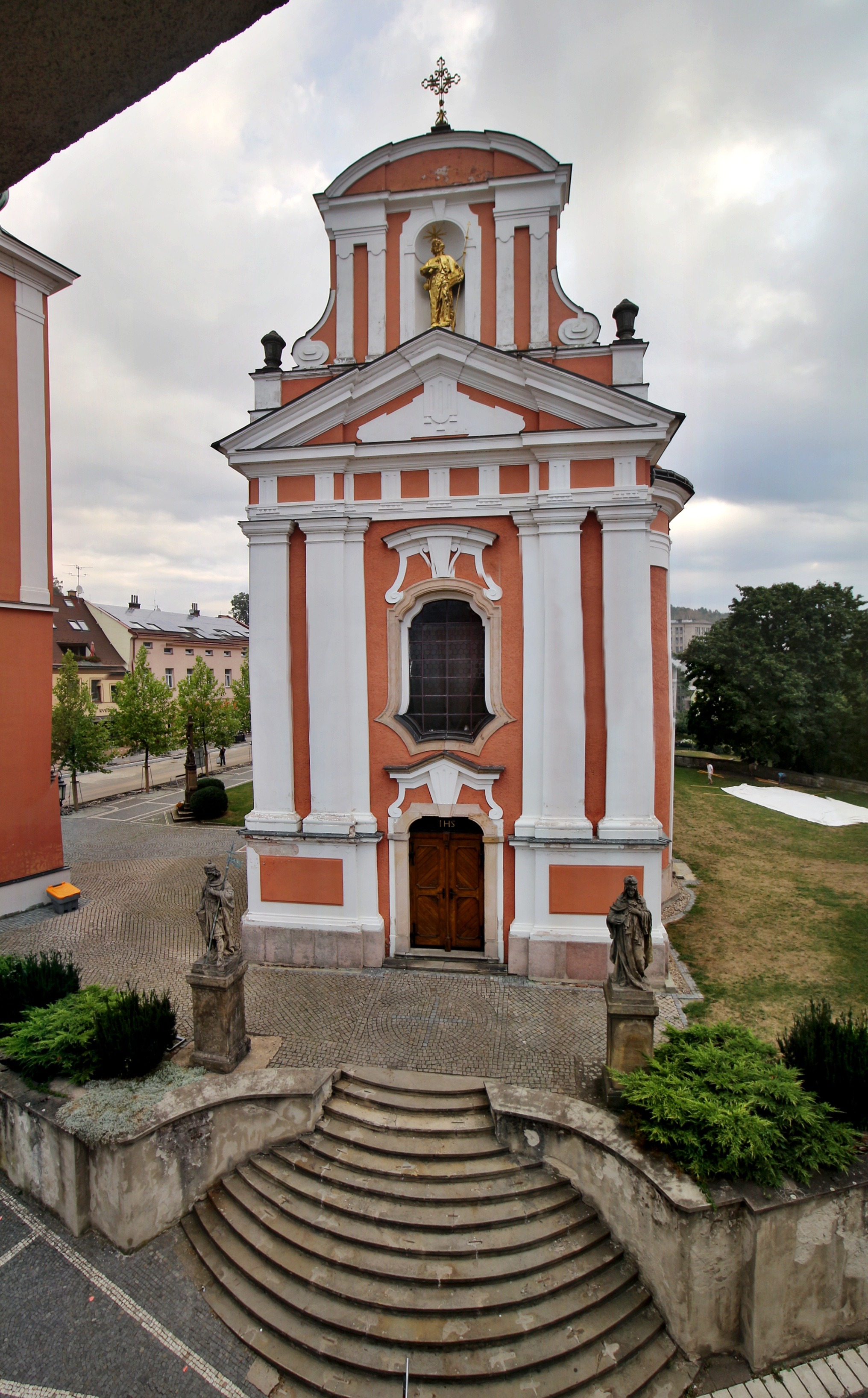
Průčelí kostela
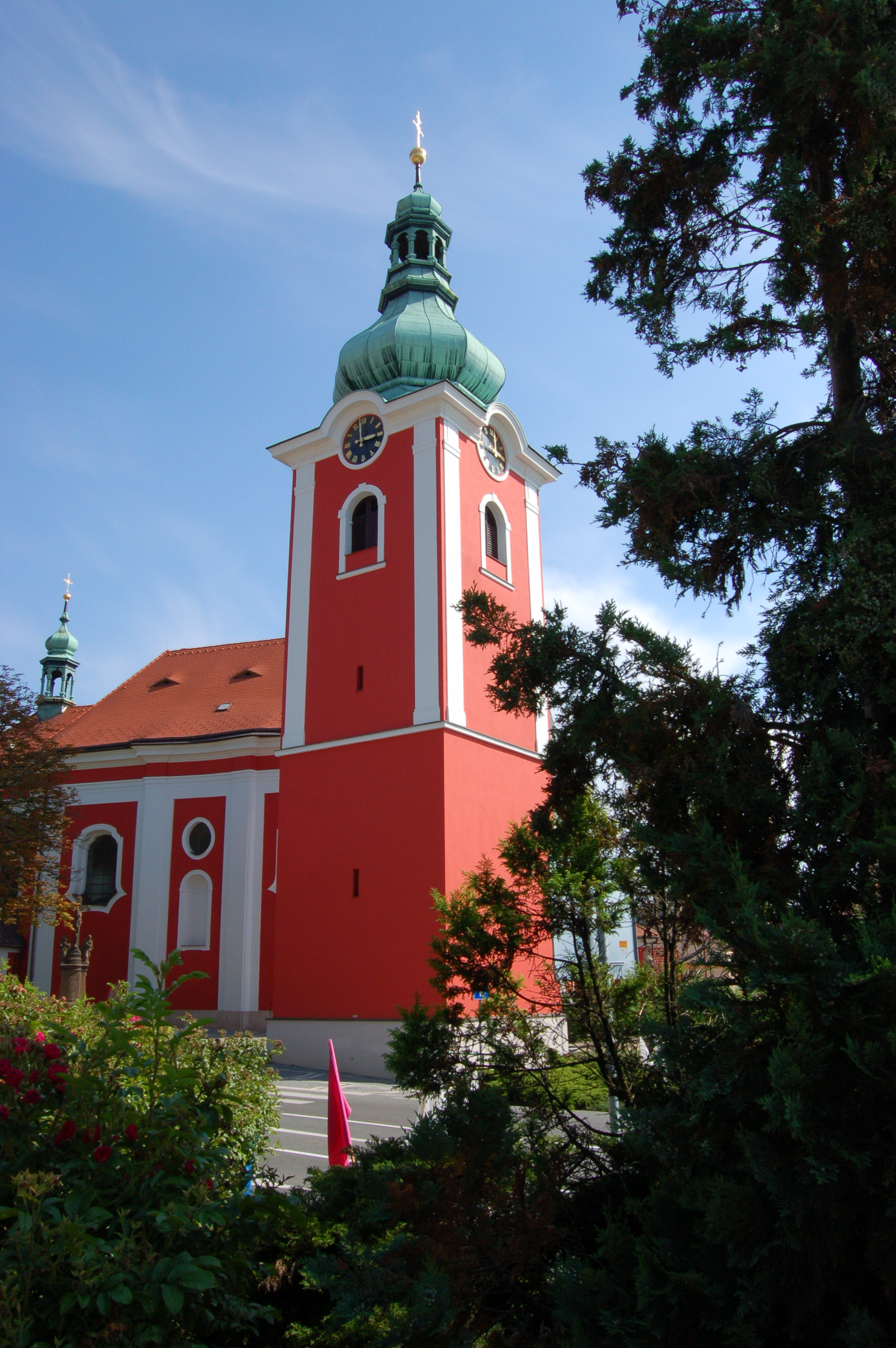
Věž kostela svatého Jakuba Většího